# Der Würger
Der Würger ist ein deutsch-britischer Kriminalfilm (engl. Titel: The Wrecker), der auf dem Bühnenstück The Wrecker von Arnold Ridley und Bernard Merivale sowie auf Motiven eines Stoffes von Edgar Wallace basiert. Der von Géza von Bolváry inszenierte Stummfilm wurde 1929 von der in London ansässigen Gainsborough Pictures Ltd. und der Berliner F.P.S. Film GmbH produziert. 
Am 17. Juli 1929 wurde der Film in London uraufgeführt. Die Premiere der deutschen, synchronisierten Tonfilmfassung fand am 27. August 1929 im Ufa-Palast am Zoo in Berlin statt. Bei diesem Film handelt es sich um den dritten Edgar-Wallace-Film mit deutscher Beteiligung.

## Handlung
Eine Reihe Anschläge auf die Eisenbahn, die bereits zahlreiche Menschenleben forderte, hält England in Atem. Sir Gerald Bartlett, Präsident der Eisenbahngesellschaft, erteilt seinem Neffen Roger Doyle den Auftrag, die Hintergründe der brutalen Verbrechen aufzuklären. Doyle und dessen Assistentin Mary Shelton kommen mithilfe einer Auflistung aller Unglücke zu einem erstaunlichen Ergebnis. Alle Anschläge fanden auf Strecken statt, die eine direkte Konkurrenz für die Autobuslinie eines gewissen Ambrose Barney darstellen.
Als der tatsächlich schuldige Barney herausfindet, dass man ihn verfolgt, ergreift er die Flucht. Von Doyle und Mary verfolgt, springt er auf einen fahrenden Zug. Doyle kann Barney überwältigen und das Aufprallen des Zuges auf einen Lastzug verhindern. 

## Hintergrund
Die englisch-deutsche Gemeinschaftsproduktion wurde in den Londoner Gainsborough-Ateliers gedreht. Besetzt war der Film ausschließlich mit englischen Darstellern. Die Uraufführung der deutschen Fassung in Berlin endete als großes Fiasko. Der Film wurde daher in Deutschland nur kurze Zeit gezeigt.

„Mit Pfeifen und ironischen Rufen in der ersten Vorstellung, mit Hohngelächter und Skandal in der zweiten Vorführung wurde der englische Tonfilm Der Würger gestern im Universum abgelehnt. Dagegen ereigneten sich am Schluß der letzten Vorstellung wilde Szenen. Man will sein Geld zurückhaben, und die in künstlerischer Beziehung absolut versagende Leitung des Theaters sieht sich gezwungen, das Überfallkommando herbeizurufen, um das Publikum zu beruhigen. Es wäre besser gewesen, man hätte kurz entschieden, die gesamte Direktion für ihre Sünden am Publikum zu verhaften.“

Die Ufa nahm den Film bereits am Tag nach der Premiere aus dem Programm. Am 29. August 1929 startete eine gekürzte Neufassung, die sich ebenfalls als Misserfolg erwies. Die Aufnahmen des Zugunglücks fanden auch in den Filmen The Ghost Train (1931) und Seven Sinners (1936) Verwendung. Die britische Stummfilmfassung The Wrecker wurde am 16. November 2009 in Großbritannien von NetworkDVD auf DVD veröffentlicht. Für die DVD wurde eigens eine neue Vertonung des Stummfilmkomponisten Neil Brand eingespielt.

## Kritik
„Wenn man sagt, daß die Zugunfälle und die Atmosphäre des Schienenstrangs in diesem Film besser sind als alles, was bisher zu sehen war, dann hat man auch schon alles gesagt. Es ist der einzige Pluspunkt, den der Film für sich verbuchen kann. Andere Zutaten der Story sind schwach und gleiten oft ins Lächerliche ab. Wenn man das Spannungsniveau erreicht hätte, das in den Eisenbahnszenen zum Ausdruck kommt, wäre es ein großartiger Film geworden.“